# Powiat Ōnuma
Powiat Ōnuma (jap. 大沼郡 Ōnuma-gun) – powiat w Japonii, w prefekturze Fukushima. W 2024 roku liczył 21 918 mieszkańców.

## Miejscowości
- Aizumisato
- Kaneyama
- Mishima
- Shōwa